# Puente Ting Kau
El puente Ting Kau es un puente atirantado de 1177 m de longitud situado en Hong Kong que se extiende desde el noroeste de Tsing Yi hasta Tuen Mun Road. Está al lado del puente Tsing Ma, que también es una importante conexión entre el Aeropuerto Internacional de Hong Kong en la Isla Lantau y el resto de Hong Kong. Fue completado en 1998. Pasar por el puente es gratuito.
El puente es parte de la Ruta 3, que conecta el noroeste de Nuevos Territorios con la Isla de Hong Kong. Esta carretera pasa por otras infraestructuras importantes, como el túnel Tai Lam, el túnel Cheung Tsing, el puente Cheung Tsing y el Cruce Occidental del Puerto. Comparado a los puentes cercanos en Lantau Link, el puente Ting Kau  no es solo emblemático, sino que también es el que tiene el tráfico más pesado, porque muchos camiones con contenedores pasan por él, hacia y desde China continental al Puerto de Hong Kong. Un estudio cromático y una iluminación arquitectónica diseñada especialmente pretenden resaltar el puente de su entorno.
El puente Ting Kau fue el primer gran puente atirantado de cuatro vanos del mundo. Esto significa que la torre central tuvo que estabilizarse longitudinalmente, problema que se resolvió usando los cables más largos usados en un puente (465 m). El diseño de este puente contiene elementos especiales, como torres de una sola pierna, que están estabilizadas por cables transversales como mástiles de un barco de vela. El puente Ting Kau y los viaductos de aproximación conectan el oeste de Nuevos Territorios y el continente con una autopista llamada Lantau Fixed Crossing, que conecta el nuevo aeropuerto con Kowloon y Hong Kong.Se une l Lantau Fixed Crossing en Tsing Yi, a solo 500 m del puente Tsing Ma. 
El puente Ting Kau y su viaducto de aproximación tienen 1875 m de longitud, mientras que el puente de tres torres tiene una longitud de 1177 m. Las tres torres se han diseñado especialmente para resistir vientos extremos y tifones, con alturas de 170, 194 y 158 metros, situadas en una isla ganada al mar en el Canal Rambler (que tiene una anchura de 900 metros) y en el noroeste de la costa de Tsing Yi.
La disposición de dos plataformas en las tres torres contribuye a la apariencia esbelta del puente, mientras que actúan favorablemente bajo fuertes vientos y tifones. Cada plataforma lleva tres carriles de tráfico y un arcén. 
Con un coste de diseño y construcción de HK$ 1940 millones, es uno de los puentes atirantados más largos del mundo. Junto con los puentes Tsing Ma y Kap Shui Mun, está monitorizado por el Wind and Structural Health Monitoring System (WASHMS).
Ting Kau Contractors Joint Venture diseñaron y construyeron el puente Ting Kau entre 1994 y 1998. Esta empresa conjunta comprendía a los socios Cubiertas y Mzov (22%) y Entrecanales y Távora (22%), ambos de España (ahora los dos son parte de Acciona, S.A); Ed. Züblin, de Alemania (22%); Downer and Co, de Australia (22%); y Paul Y, de Hong Kong (12%). Los ingenieros de construcción fueron Schlaich Bergermann & Partner.

## Medidas
- Longitud total: 1177 m
- Longitud de los vanos principales: 448 m y 475 m
- Altura de la torre principal: 201,55 m
- Altura de la torre de Ting Kau: 173,30 m
- Altura de la torre de Tsing Yi: 164,30 m
- Superficie de cubierta: 46 000 m²
- Cable de acero: 2800 toneladas
- Cubierta de acero: 8900 toneladas
- Peso de los paneles de hormigón: 29000 toneladas
- Elasticidad ante el viento: 0,5 metros
- Resistencia de la cubierta: 90 kg/m²
- Resistencia de las torres: 200 kg/m²
- Vanos: 127 + 448 + 475 + 127 m
- Número de cables: 384
- Movimientos
  - Vertical en mitad del vano: 1,6 metros
  - Lateral en mitad del vano: 0,4 metros
  - Longitudinal en el pilón final o de Tsing Yi: 390 milímetros